# Rugby à XIII au Burundi

Le rugby à XIII est un sport pratiqué au Burundi depuis le milieu des  années 2010.
Au regard de l'histoire du rugby à XIII, dont on considère 1895 comme l'année de naissance, il s'agit donc d'un sport introduit tardivement dans ce pays. Le Burundi est donc considéré comme une  « nation émergente » (emerging nation en anglais) par les instances internationales de ce sport. Celles-ci accordent au pays le statut d'observateur en 2016.
Le rugby à XIII, comme le rugby à XV, n'est pas au Burundi une survivance du passé colonial. Les deux rugby n'ont pu bénéficier de quelconques structures ou infrastructures laissées par le colon français.
Le développement du rugby à XIII dans le pays s'inscrit donc dans une politique de développement du rugby à XIII en Afrique, une politique spécifique épaulée par des initiatives privées.
Une politique dont le Burundi semble le moteur puisque l'influence de ce pays se fait sentir chez ses voisins, comme la République démocratique du Congo. Des échanges « rugbystiques »  ayant lieu avec celle-ci.
Jean du Christ Rusiga, le président de la fédération nationale, en est une personnalité incontournable, sur les épaules de laquelle semble reposer la promotion du sport dans la pays, à la fin des années 2010.

## Fédération burundaise de rugby à XIII
Il y a une volonté de créer une fédération spécifique de rugby à XIII dès 2015. Celle-ci voit le jour le 24 novembre 2015. Le bureau est composé de seulement trois personnes, le premier président de l'histoire de la fédération est Jean du Christ Rusiga. Ce dernier a en fait introduit ce type de rugby dans le pays en 2015 , après l'avoir découvert en Grande-Bretagne dans les années 1990.
Dès sa création, la fédération se concentre sur l'introduction du sport dans le milieu scolaire et créé un championnat scolaire dont le premier champion est l'école d'Efoki, située à Kinindo.
Cette politique a produit des résultats, puisque des joueurs comme Franklin Mberikindi, Raoul Kwizera et Lewis Ndikumana ont pu être formés.
La jeune fédération se heurte à de nombreuses difficultés financières, voire à  l'opposition d'établissements scolaires rivaux. Ceux-ci, selon les « treizistes » locaux, s'opposeraient à la pratique du rugby à XIII et chercherait à « capter » les jeunes treizistes pour les orienter vers la fédération quinziste. Des difficultés qui se prolongent les années suivantes et qui, selon le président de la fédération, auraient également des origines politiques et dont les jeunes seraient les « boucs émissaires ».
La fédération ambitionne également l'organisation de matchs internationaux, et envisage également en 2017 de proposer un tournoi de rugby à IX féminin.
Elle est soutenue par quelques personnalités du monde du rugby à XIII : Tas Baitieri, Danny Kazabadian, de la fédération européenne de rugby à XIII, et Raymond Safi, de la fédération libanaise. Le pays étant un pays francophone, la fédération burundaise souhaite développer des liens privilégiées avec la France et s'efforce d'obtenir l’intérêt de la fédération française de rugby à XIII.

## Équipe nationale
En 2019, le pays ne possède toujours pas d'équipe nationale.

## Championnat
Il existe un championnat dans le pays. Il est dominé par deux équipes : le XIII des Gorilles de la Muha et les XIII des Béliers de la Ntahagwa.